# Varicorhinus nelspruitensis
Varicorhinus nelspruitensis är en fiskart som beskrevs av John Dow Fisher Gilchrist och Thompson, 1911. Varicorhinus nelspruitensis ingår i släktet Varicorhinus och familjen karpfiskar. IUCN kategoriserar arten globalt som nära hotad. Inga underarter finns listade i Catalogue of Life.